# Anthony Asquith

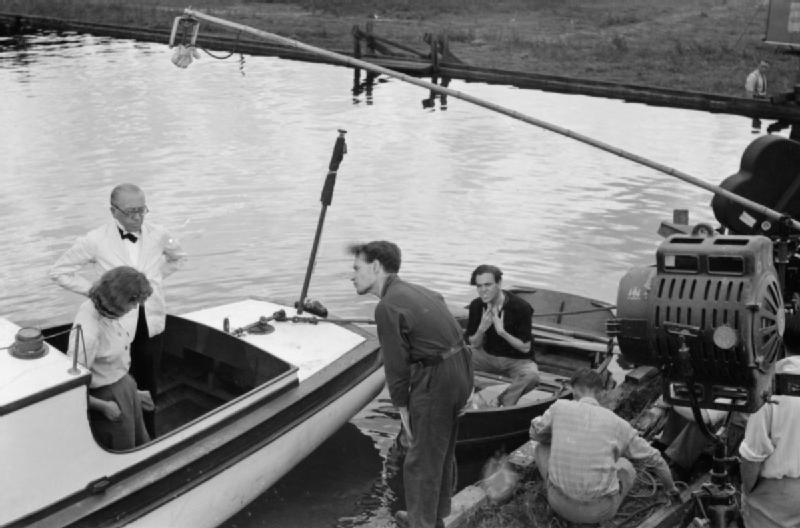
Anthony Asquith (Mitte) bei den Dreharbeiten zu Channel Incident (1940) mit Peggy Ashcroft und Gordon Harker

Anthony Asquith (* 9. November 1902 in London; † 20. Februar 1968 ebenda) war ein britischer Filmregisseur.

## Leben
Er war der Sohn des britischen Premierministers Herbert Henry Asquith und seiner Frau Margot Asquith. Von 1921 bis 1925 besuchte Asquith das Balliol College in Oxford. 1925 war er Gründungsmitglied der London Film Society. 1926 besuchte er als Gast von Mary Pickford und Douglas Fairbanks sechs Monate lang Hollywood. Nach England zurückgekehrt arbeitete er als Regieassistent.
Sein Filmdebüt als Regisseur hatte er 1927 mit der im Filmmilieu spielenden „schwarzen Komödie“ Shooting Stars – ein doppeldeutiger Filmtitel: eine Schauspielerin vertauscht für eine Filmszene Platzpatronen mit echten, um ihren Mann aus dem Weg zu räumen; die Kugel trifft aber ihren Liebhaber. Asquiths Schaffen im Stummfilm war auch durch den expressionistischen Film aus Deutschland beeinflusst und experimentell geprägt, wie sich beispielsweise an seinem heute wahrscheinlich bekanntesten Stummfilm A Cottage on Dartmoor erkennen lässt.
Asquiths erste Tonfilme in den 1930er-Jahren hatten nur mäßigen Erfolg. Einen Wendepunkt brachte 1938 die unter seiner Co-Regie entstandene Version des Stücks Pygmalion von George Bernard Shaw, Der Roman eines Blumenmädchens, mit Leslie Howard und Wendy Hiller in den Hauptrollen. Anschließend spezialisierte sich Asquith vor allem auf die Adaption von Theaterstücken und Romanen, die er stilistisch zurückhaltend, aber geschmackvoll und mit vielen Nuancen in Szene setzte.
Zu Asquiths weiteren Erfolgen gehören Gaslicht und Schatten (Fanny by Gaslight, 1944), Der Weg zu den Sternen (The Way to the Stars, 1945), Der Fall Winslow (The Winslow Boy, 1948), Konflikt des Herzens (The Browning Version, 1951) und die Verfilmung Ernst sein ist alles (1952), nach Oscar Wildes Stück The Importance of Being Earnest aus dem Jahre 1952 mit Michael Redgrave.
Asquith engagierte sich in der gewerkschaftlichen Organisation der britischen Filmindustrie und war von 1937 bis zu seinem Tod Präsident der Association of Cinematographic Technicians. Vor allem in den 1930er Jahren trat er mit filmtheoretischen Beiträgen hervor.
1968, vier Jahre nach den Dreharbeiten zu seinem letzten Film, der Tragikomödie Der gelbe Rolls-Royce (1964), erlag der Filmregisseur im Alter von 65 Jahren einer Krebserkrankung. Ab 1969 trug zu Asquiths  Ehren der alljährlich zu vergebende British Academy Film Award für die beste Filmmusik seinen Namen.

## Filmografie
- 1928: Shooting Stars
- 1929: Der Schrei aus dem Tunnel (Underground)
- 1929: Priscillas Fahrt ins Glück (The Runaway Princess)
- 1929: A Cottage on Dartmoor
- 1931: Tell England
- 1932: The Lucky Number
- 1932: Dance Pretty Lady
- 1934: The Unfinished Symphony (englische Fassung von Leise flehen meine Lieder)
- 1935: Moscow Nights
- 1938: Der Roman eines Blumenmädchens (Pygmalion) (Ko-Regie mit Leslie Howard)
- 1940: French Without Tears
- 1941: Freedom Radio
- 1941: Eine ruhige Hochzeit (Quiet Wedding)
- 1941: Cottage to Let
- 1942: Uncensored
- 1943: We Dive at Dawn
- 1943: The Demi-Paradise
- 1944: Gaslicht und Schatten (Fanny by Gaslight)
- 1945: The Way to the Stars
- 1947: While the Sun Shines
- 1948: Der Fall Winslow (The Winslow Boy)
- 1950: The Woman in Question
- 1951: Konflikt des Herzens (The Browning Version)
- 1952: Ernst sein ist alles (The Importance of Being Ernest)
- 1953: The Net
- 1954: The Final Test
- 1954: Die jungen Liebenden (The Young Lovers)
- 1955: Major Carrington (Carrington V.C.)
- 1958: Der lautlose Krieg (Orders to Kill)
- 1958: Arzt am Scheideweg (The Doctor’s Dilemma)
- 1959: Die Nacht ist mein Feind (Libel)
- 1960: Die Millionärin (The Millionairess)
- 1961: Two Living, One Dead
- 1962: Flucht aus dem Dunkel (Guns of Darkness)
- 1963: Hotel International (The V.I.P.s)
- 1964: Der gelbe Rolls-Royce (The Yellow Rolls-Royce)